# Центральний будинок офіцерів Збройних сил України (будівля)

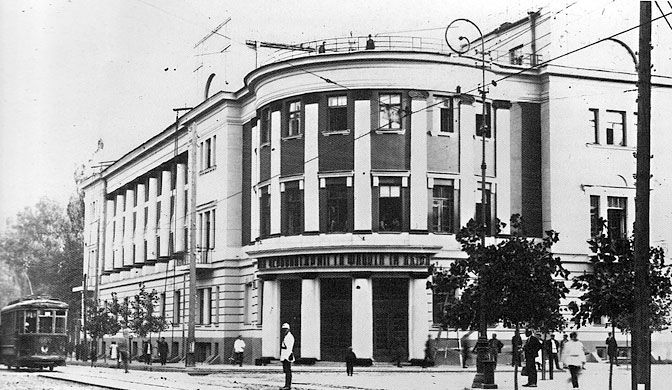
Будинок Червоної Армії та Флоту, 1934 рік

Центральний будинок офіцерів Збройних сил України (спершу Військова льотна школа, добудований як Будинок Червоної Армії і Флоту) — будинок в стилі неоампір в Києві по вул. Грушевського 30/1 на перетині з Кріпосним провулком, пам'ятка архітектури місцевого значення. В будівлі розташована однойменна організація.

## Історія будівлі
Будівля зводилась у 1914–1918 роках за проектом архітекторів В. Г. Кричевського і В. П. Пещанського, спочатку призначалася для льотної школи прапорщиків. Була однією із небагатьох великих споруд, що будувались в період Першої світової війни військовим міністерством у зв'язку з перетворенням Києва на головний тиловий центр Південно-Західного фронту.
У 1928 році було прийнято рішення добудувати будівлю для Будинку Червоної Армії і Флоту, який перебував за адресою вул. Прорізна, 17. Будівництво закінчено у 1931 році під керівництвом архітектора Й. Ю. Каракіса.
У 1967 році в будинку було засновано Музей історії військ Київського Червонопрапорного військового округу. З 1995 року тут діє Центральний музей Збройних Сил України.
В червні 1989 року будинок був визнаний пам'яткою архітектури, а у 2006 році занесений до Державного реєстру нерухомих пам'яток України, як пам'ятка архітектури місцевого значення.

### Зміна назв
- 1914 — Військова льотна школа;
- 1934 — Всеукраїнський Будинок Червоної Армії;
- 1938 — Київський Окружний Будинок Червоної Армії;
- 1948 — Київський Окружний Будинок офіцерів;
- 1994 — Центр культури, просвіти і дозвілля Збройних сил України;
- 1999 — Центральний будинок офіцерів Збройних сил України[1].

## Архітектура

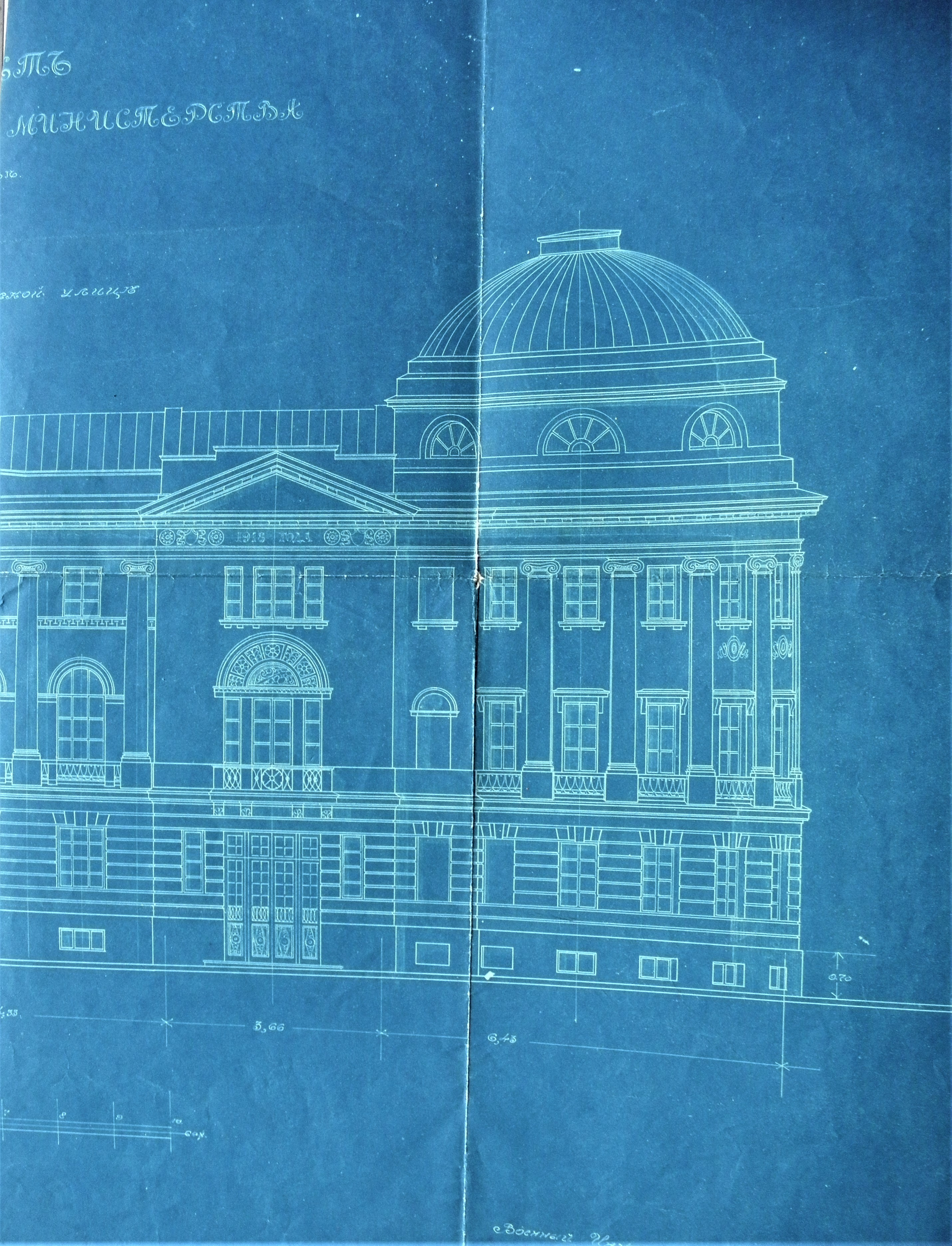
Фрагмент проекту

Будівля має три поверхи і виконана в стилі неоампір. В плані будівлю складають два різновеликі прямокутні корпуси на розі об'єднані напівкруглим об'ємом, де розташований головний вхід, оформлений доричними колонами. Другий, парадно оформлений вхід розміщено у торцевій частині корпусу зі сторони Кріпосного провулку.
Фасади пофарбовані у два кольори (білі деталі на блакитному тлі), їх архітектуру вирізняє ордерна побудова: перший рустований поверх на високому цокольному ярусі слугує своєрідним подіумом для пілястр і напівколон іонічного ордера, що розміщені у простінках верхніх поверхів. Площини розкріповок з потрійними вікнами фланкують наріжний об'єм, вхід з боку Кріпосного провулку та південний ріг фасаду з боку вул. Грушевського.
На першому поверсі наріжної напівкруглої секції будівлі облаштований вхідний вестибюль, на другому і третьому — лекційні зали. В будівлі міститься великий зал для глядачів на 903 місця. Приміщення клубної та адміністративної частин розташовані обабіч коридору.
Порівняно з первісним проектом при добудові 1930-х років архітектура будинку зазнала змін, зокрема:
- відсутня велика баня, що мала бути на розі будинку;
- головний вхід із східного фасаду переміщений на ріг та оформлений доричними колонами;
- замість фігурних вінцевих парапетів з'явилися високі аттикові стіни з вікнами з напівкруглими завершеннями;
- перемички вікон першого поверху прикрашено скульптурними маскаронами, які зображують червоноармійців у будьонівках[2].

### Доповнення
1. ↑  Протокол вченої ради НДІТАМ № 7 від 14 червня 1989 року
2. ↑  Наказ Міністерства культури і туризму України від 07.09.2006 року № 747/0/16-06, охоронне свідоцтво № 394